# Arganthonios
Arganthonios (vers -670 - vers -550) est le dernier roi de Tartessos, le seul dont on trouve des références historiques. Du fait que lui sont attribués des trésors datés sur une période de 300 ans, certains historiens soupçonnent qu'il pourrait en fait s'agir d'une dynastie.
Il est mentionné par des sources grecques dans le cadre de ses relations militaires et commerciales avec Phocée. Roi d'un territoire riche en métaux (cuivre et argent), il aurait prêté main-forte aux Phocéens pour la construction des fortifications de leur ville, avec l'envoi d'une tonne et demie d'argent, sans pour autant obtenir l'installation de colonies ou de comptoirs commerciaux de cette cité sur son territoire.